# Рядовой Ромео
«Рядовой Ромео» (англ. Private Romeo) — фильм режиссёра и сценариста Алана Брауна, основанный на оригинальном тексте трагедии Уильяма Шекспира «Ромео и Джульетта».

## Сюжет
Главные герои картины принимают участие в современной версии романтической драмы «Ромео и Джульетта». Сценарист и режиссёр Алан Браун перенёс события, происходившие в Вероне в средние века, в современное высшее военное учебное заведение, где небольшая группа молодых людей разыгрывает сцены из произведения в реальной жизни.
Восемь курсантов остаются в течение нескольких дней в пустом военном училище без присмотра старших командиров. Они должны поддерживать дисциплину и порядок. Им приказано следовать обычному распорядку: выполнять домашние задания и заниматься физической подготовкой. Во время чтения в классе «Ромео и Джульетты» два курсанта попадают под действие неких чар и продолжают проживать жизни несчастных влюблённых в реальной жизни. Текст старинной трагедии причудливо сочетается с такими современными явлениями, как видео с YouTube и музыка инди-рока. В эти несколько дней неудержимая страсть, вспыхнувшая между двумя молодыми мужчинами, меняет жизни всех учащихся и выявляет скрытые проблемы изолированного мужского коллектива, о которых не принято говорить.

## В ролях
| Актёр         | Роль   |
| ------------- | ------ |
| Хейл Эпплмен  | Джош   |
| Чарли Барнетт | Кен    |
| Сет Намрич    | Сэм    |
| Мэтт Дойл     | Гленн  |
| Адам Барри    | Адам   |
| Крис Брески   | Омар   |
| Бобби Морено  | Карлос |

## Саундтрек

Обложка диска с саундтреком к фильму

Альбом с саундтреком к фильму вышел 12 октября 2011 года и включает в себя следующие композиции:
1. «McKinley Academy»
2. «Becoming Romeo»
3. «Three Tours At Lunchtime»
4. «Two Blushing Pilgrims»
5. «Queen Mab»
6. «Good Morrow Romeo»
7. «What Lamb What Ladybird»
8. «What Lady Is That?»
9. «Dishonorable, Vile Submission»
10. «Trespass Sweetly Urged»
11. «All The World Is Nothing»
12. «Feasting With Mine Enemy»
13. «Call Me But Love»
14. «Romeo I Drink To Thee»
15. «Private Romeo»